# Irène Hilda
Pour les articles homonymes, voir Hilda.
Irène Hilda, née le 8 décembre 1920 à Richmond aux États-Unis et morte le 19 décembre 2015 à Paris, est une chanteuse, danseuse, comédienne et productrice de télévision franco-américaine.

## Biographie

### Famille
Irène Hilda est née de parents ayant émigré durant la Première Guerre mondiale, après la naissance de son frère aîné Bernard. Elle et sa famille reviennent en France en 1926, afin de permettre à Bernard Hilda de poursuivre ses études de violon.

### Carrière artistique

#### Débuts précoces
Sa carrière commence dès l'âge de 10 ans  dans un music-hall des Champs-Élysées avec Olympe Bradna, son amie d'enfance, et se développe également aux États-Unis. En 1934, elle fait partie de la revue « Femmes en Folies » des Folies Bergère. Irène Hilda est sacrée « reine du swing » avant la Seconde Guerre mondiale en France.

#### United Service Organizations
Irène Hilda passe en zone libre lors de l'invasion de la France par l'armée du Troisième Reich et apparait sur les scènes cannoises et nicoises. De retour aux USA cette même année, elle y reprend une brillante carrière, ainsi qu'au Canada. Elle s'engage dans l'United Service Organizations qui fournit des spectacles à l'armée américaine, afin d'y rechercher son frère Bernard, réfugié, donné pour mort en Espagne. Elle est envoyée au Groenland. Avec les troupes françaises, elle débarque à Omaha Beach, puis va ensuite en Belgique où elle est bloquée dans la poche de Bastogne et pour finir en Allemagne où elle assiste au procès de Nuremberg. Elle écrit un manuscrit sur cette période qui couvre 1939 à 1946.

#### Après guerre
Irène Hilda continue une grande carrière internationale de tours de chant et de revues, interprète de nombreuses opérettes (dont Ignace avec Fernandel) et comédies musicales (à Londres Can-Can de Cole Porter, les airs I love Paris et  « Oh la! la! la! c'est magnifique ») et apparaît au cinéma.
Elle double Brigitte Bardot pour une chanson dans Manina, la fille sans voiles en 1952,.
Elle produit également des émissions de variétés pour la télévision française et des vidéos pour le divertissement du 3e âge (au travers de son association Acotel), joue au théâtre, au cinéma et à la télévision et anime des émissions de radio.

## Discographie
- 1958: Rien ne vaut l'amour[8]
- 1958: Tu n'as pas très bon caractère

## Théâtre
- 1948 : Ignace de Jean Manse, musique Roger Dumas, mise en scène Georgé, Théâtre de l'Étoile avec Fernandel

## Filmographie
- 1950 :Boîte à vendre, court métrage de Claude-André Lalande
- 1957 : Fric Frac en dentelles de Guillaume Radot
- 1958 : La môme aux boutons de Georges Lautner
- 1967 :  Voyage à deux de Stanley Donen
- 1984 : Le Sang des autres de Claude Chabrol - (Concierge Gigi )
- 1987 : La vie dissolue de Gérard Floque de Georges Lautner
- 1992 : À la vitesse d'un cheval au galop de Fabien Onteniente
- P.J. : 1 épisode en 1997
- Les Cordier, juge et flic : 1 épisode en 1999 et 1 en 2001